# Rust Never Sleeps
| Recensione     | Giudizio       |
| -------------- | -------------- |
| AllMusic       |                |
| Rolling Stone  |                |
| Piero Scaruffi |                |
| Ondarock       | Pietra Miliare |

Rust Never Sleeps è un album discografico del musicista canadese Neil Young e dei Crazy Horse, pubblicato nel 1979 dalla Reprise Records. Sebbene alcuni brani siano registrati dal vivo, si compone di pezzi inediti. Gli interventi del pubblico sono stati modificati (e quasi sempre tagliati) in fase di missaggio in post-produzione.
È considerato uno degli album più importanti della storia del rock, il numero 350 nella lista dei 500 migliori album di tutti i tempi redatta dalla rivista Rolling Stone nel 2003.

## Il disco
È insieme a Harvest l'album più significativo del canadese. Un "classico", fondamentale per apprendere appieno la dicotomia artistica che caratterizza tutta la carriera di Young, ovvero la divisione tra un folk rock tenue e uno scatenato e violento rock elettrificato.
Due tracce sull'album non furono registrate dal vivo: la countrycheggiante Sail Away era stata incisa in studio senza i Crazy Horse durante o dopo le sessioni per l'album Comes a Time, mentre Pocahontas proveniva da una registrazione in solitaria del 1975.
Neil Young produsse anche un film del concerto con il medesimo titolo, che documenta fedelmente la performance di Young e compagni, più genuina, con errori e sbavature che nell'album invece sono ridotti al minimo grazie alla scelta dei pezzi meglio riusciti. Da segnalarsi inoltre la curiosa presenza sul palco dei roadies del gruppo travestiti da "jawa" di Guerre stellari. Più avanti nel 1979, Neil Young & Crazy Horse pubblicarono l'album dal vivo Live Rust, una compilation di vecchi classici inframezzati dai nuovi brani di Rust Never Sleeps, anch'esso acclamato da critica e pubblico.
Il titolo dell'album (in italiano "La ruggine non dorme mai") fu suggerito da Mark Mothersbaugh dei Devo, ispirandosi ad una pubblicità di vernici antiruggine marca Rust-Oleum.

### Descrizione

#### Prima facciata
La prima facciata ci regala dei pezzi folk, con voce controllata e uso dell'armonica. Si apre con My My, Hey Hey (Out of the Blue), versione acustica di Hey Hey, My My (Into the Black), che diventerà tristemente famosa perché Kurt Cobain citò il verso: «It's better to burn out than to fade away» ("È meglio bruciare che spegnersi lentamente") nel biglietto lasciato prima del suicidio. È una canzone che parla della storia del rock ("il rock 'n' roll non può morire"), dedicata a Elvis Presley, morto da poco, e Johnny Rotten dei Sex Pistols. L'autobiografica Thrasher (in cui la trebbiatrice è la metafora della morte), è ancora una canzone sulla distruttività del rock and roll, inteso qui come stagnazione artistica che deriva dalla vita facile che provoca la caduta in basso come avvenne con molti suoi amici e colleghi; il brano è stato inciso in studio dato che nella versione filmata ad un certo punto Neil Young sbaglia le parole. Poi c'è la nostalgia di Ride My Llama e Pocahontas che cantano la saga degli indiani d'America. Si chiude con Sail Away in duetto con Nicolette Larson che ricorda le atmosfere country del precedente Comes a Time.

#### Seconda facciata
La seconda facciata si apre con Powderfinger, una ballata elettrica che sta nel mezzo tra i due stili. Era stata scritta da Neil per i Lynyrd Skynyrd ma poi da loro rifiutata. Parla ancora dei pellerossa e di un'invasione in cui un ragazzo deve difendere i propri cari ma è troppo giovane e il suo grido disperato non viene accolto. Poi le dure Welfare Mothers e Sedan Delivery contro la società bigotta e ipocrita, immersa nel degrado metropolitano, sostenitrici della causa della convivenza e del divorzio. La melodia è distorta per un genere musicale che sarà seminale in futuro, da molti additato come prototipo del grunge. Il tutto sarà estremizzato in Re-ac-tor. Hey Hey, My My (Into the Black) è la versione elettrica del brano d'esordio e costituisce uno dei capolavori del "Neil Young elettrico". L'idea delle due esecuzioni diverse tornerà nell'album Freedom del 1989. Rust Never Sleeps si piazzò alla posizione n. 8 negli Stati Uniti, guadagnando il disco di platino. L'album ebbe un notevole successo anche in Canada, Australia, Giappone e soprattutto in Europa. Divenne pertanto l'album più venduto del canadese dopo Harvest, anche grazie al film omonimo, di cui però la colonna sonora è formata, non solo da 6 brani tratti da questo album, ma da altri "classici" di Young (come The Needle and the Damage Done, Lotta Love, Cortez the Killer e Like a Hurricane...). In realtà è quindi Live Rust, doppio album dal vivo (pubblicato alla fine del 1979) la vera colonna sonora del film.

## Tracce

### LP
Lato A
Testi e musiche di Neil Young, eccetto dove indicato.
1. My My, Hey Hey (Out of the Blue) – 3:45 (Neil Young, Jeff Blackburn)
2. Thrasher – 5:38
3. Ride My Llama – 2:29
4. Pocahontas – 3:22
5. Sail Away – 3:46

Lato B
Testi e musiche di Neil Young.
1. Powderfinger – 5:30
2. Welfare Mothers – 3:48
3. Sedan Delivery – 4:40
4. Hey Hey, My My (Into the Black) – 5:18

## Formazione
- Neil Young - chitarra, armonica, voce
- Crazy Horse
  - Frank "Poncho" Sampedro - chitarra, voce
  - Billy Talbot - basso, voce
  - Ralph Molina - batteria, voce
- Nicolette Larson - voce in Sail Away
- Karl T. Himmel - batteria in Sail Away
- Joe Osborne - basso in Sail Away